# Acueductos del Barranco de la Muerte
Los acueductos del Barranco de la Muerte es un conjunto de dos puentes-acueductos de Zaragoza con los que el canal Imperial de Aragón salva la orografía del Barranco de la Muerte. El primer acueducto se construyó en el siglo XVIII y el segundo en 2003.

## Ubicación
Los acueductos están ubicados en el barrio La Paz, en el sureste de Zaragoza, por el barranco actualmente transcurre El Tercer Cinturón (Z-30) o Ronda Hispanidad y el anillo verde de Zaragoza.

## Descripción e Historia
El barranco, sito en los montes y pinares que bordean la ciudad por el sur, recibe dicho nombre por un episodio de la reconquista de Zaragoza. Por su orografía, fue una de las últimas pruebas que el canal proyectado por Ramón Pignatelli tuvo que pasar en su objetivo de crear una vía navegable hasta Zaragoza. Antes de él, habían sido salvados con otros puentes-acueductos los ríos Jalón (Acueducto del Jalón) y Huerva (Ojo del Canal) y se había construido un juego de esclusas en Casablanca. El barranco de la muerte, apenas a unos kilómetros del final, fue salvado construyendo un muro hacia 1790 que cortaba el paso a través del desfiladero. 
Este muro tuvo que ser remodelado en 2003 debido al trayecto finalmente escogido para el cinturón de circunvalación Z-30. La nueva vía se proyectó a través de la vaguada, siendo necesario reabrir la vaguada. Existió una presión vecinal para mantener la estructura histórica, apoyada por un Plan General de Ordenación Urbana de Zaragoza que requería:

proyecto específico de parques y tratamiento de márgenes en el entorno del acueducto sobre el Barranco de la Muerte, respetando y valorando la obra histórica realizada por Pignatelli
PGOUZ

En el diseño final de esta solución intervino el conocido ingeniero Javier Manterola y la construcción corrió a cargo de FCC.
Para lograr compaginar la preservación de la estructura original y la construcción de la nueva vía se construyó una segunda estructura, por donde se desvió el canal. Así, se pudo vaciar la estructura original preservando los muros y se abrieron 4 pasos (dos calzadas y dos vía de servicio) a través de la vieja estructura, ahora liberada de carga. Los nuevos pasos se sustentan mediante bóvedas apoyadadas gracias a micropilotes. Se trata de una de las más complejas actuaciones en dicho cinturón, combinando un pesado acueducto con dos calzadas de 7 metros de vía para vehículos y 3 metros de acera.
Asociaciones vecinales pidieron el reaprovechamiento como zona verde del antiguo cauce, siendo incluido dentro de las actuación para recuperar la zona ribereña del Canal Imperial.